# Grammia allectans
Grammia allectans là một loài bướm đêm thuộc phân họ Arctiinae, họ Erebidae.